# Геленув (гміна Уязд)
Геленув (пол. Helenów) — село в Польщі, у гміні Уязд Томашовського повіту Лодзинського воєводства.
Населення — 75 осіб (2011).
У 1975-1998 роках село належало до Пйотрковського воєводства.

## Демографія
Демографічна структура станом на 31 березня 2011 року:
|          | Загалом | Допрацездатний вік | Працездатний вік | Постпрацездатний вік |
| -------- | ------- | ------------------ | ---------------- | -------------------- |
| Чоловіки | 40      | 9                  | 28               | 3                    |
| Жінки    | 35      | 8                  | 18               | 9                    |
| Разом    | 75      | 17                 | 46               | 12                   |